# Ludlow-Massaker

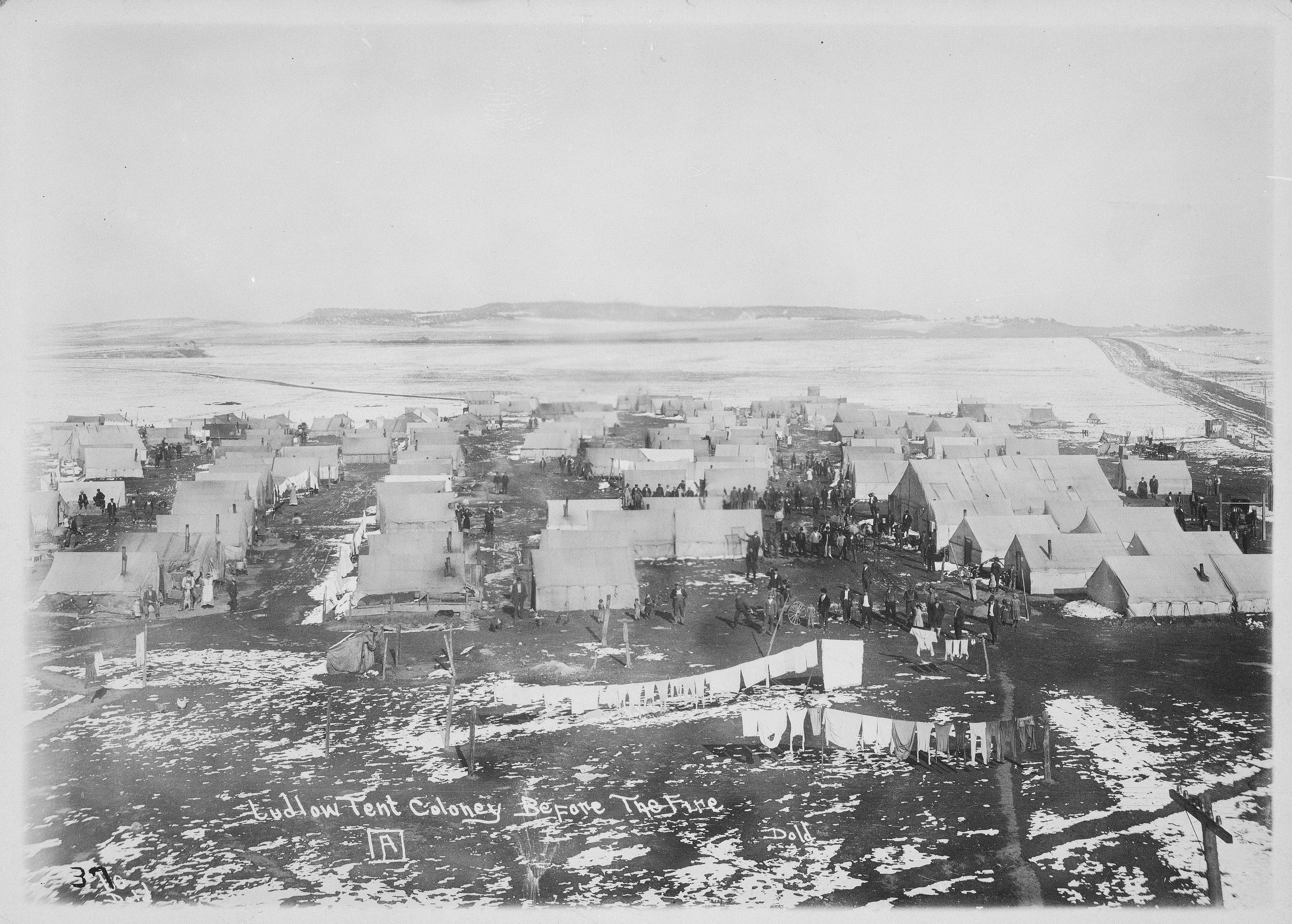
Die Zeltstadt 1914 vor dem Brand

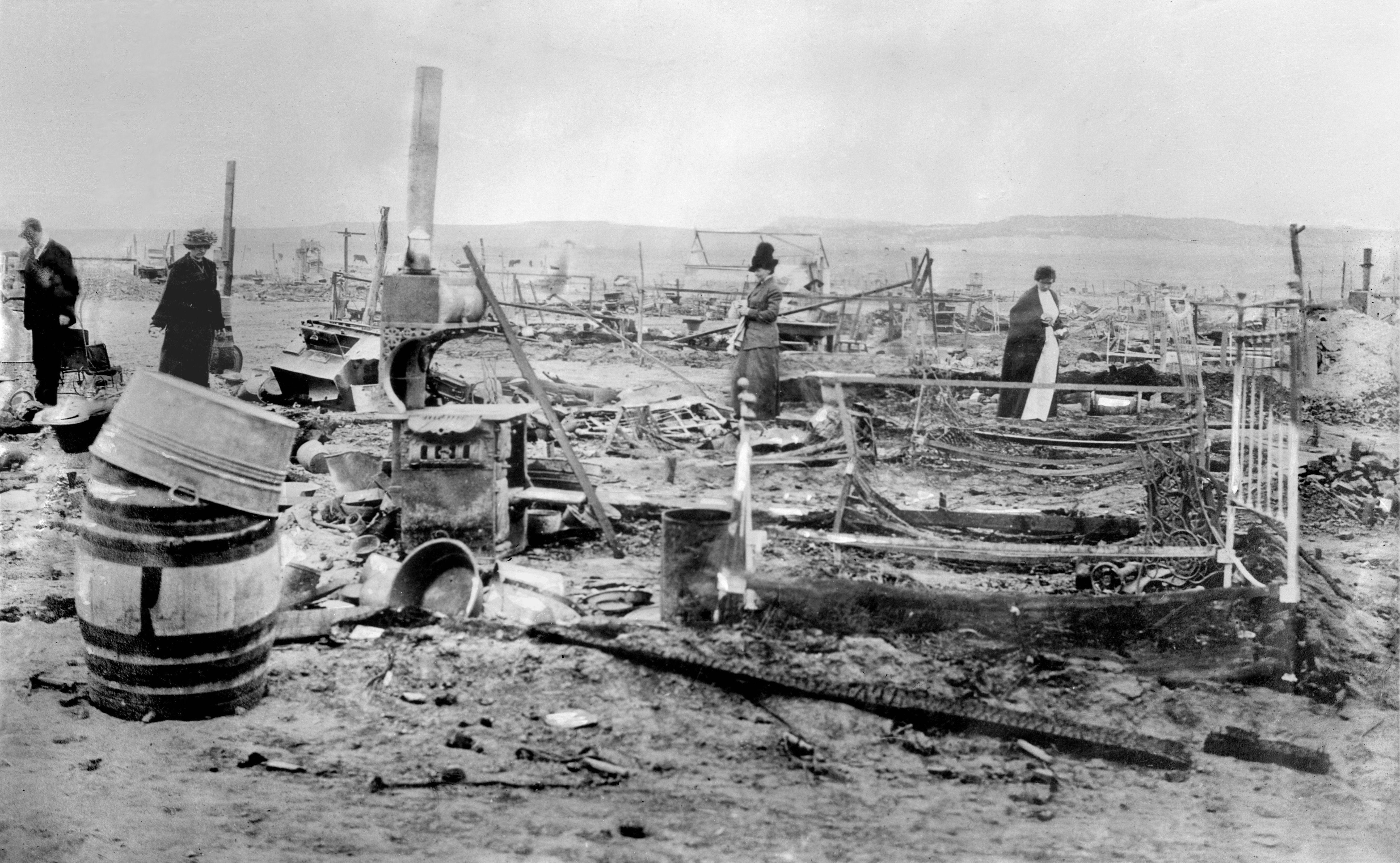
Das Lager nach dem Massaker

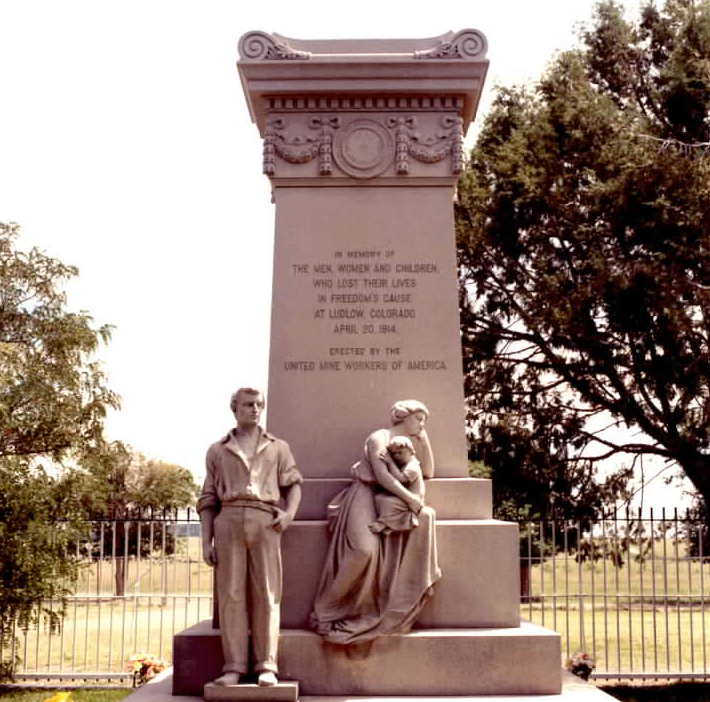
Das Ludlow-Denkmal für die Opfer des Ludlow-Massakers

Das Ludlow-Massaker war ein blutiger Angriff der Nationalgarde auf streikende Bergarbeiter in Ludlow, Colorado, am 20. April 1914 mit 25 Toten. Im Bereich der heutigen Geisterstadt steht heute das Ludlow Monument zur Erinnerung an die Opfer. Der Ort der damaligen Ludlow Tent Colony ist seit 2009 als National Historic Landmark ausgewiesen.

## Colorado Coal Field
Ludlow liegt unterhalb der Sangre de Cristo Range am Ausgang von zwei Tälern, in denen mehrere bedeutende Kohle-Bergwerke lagen. Sie gehörten der Rockefeller-Familie, insbesondere deren Unternehmen Colorado Fuel & Iron Company mit Sitz in Pueblo.
Für die Bergwerke arbeiteten nahezu ausschließlich frisch in die Vereinigten Staaten gekommene Immigranten. Die Arbeits- und Lebensbedingungen der Bergarbeiter waren unzumutbar.
Die Arbeiter wurden nur nach der geförderten Kohle bezahlt, nicht nach Stunden, so dass alle vorbereitenden und sichernden Arbeiten nicht bezahlt wurden. Die Waagen, auf denen die Förderleistung gemessen wurde, waren häufig manipuliert. Die Arbeit in den Tagebauen war wegen des Klimas in den Bergen nur saisonal möglich, so dass kaum ein Arbeiter auf über 200 Arbeitstage kam. Aufgrund des Besitzes an allem Grund und Boden um das Bergwerk mussten die Arbeiter in Werkswohnungen leben, die Miete wurde direkt vom Lohn abgezogen. Als Lohn wurden teilweise so genannte scrips ausgegeben, Privatwährungen des Bergwerksunternehmens, mit denen die Arbeiter nur in den Läden des Unternehmens zu Preisen des Unternehmens einkaufen konnten. Diese Praxis war illegal, aber in den Kohlenstädten des südlichen Colorados gab es keine funktionierende Justiz. Auch Arbeitsvorschriften und die grundlegenden Normen des Arbeitsrechts wurden nicht eingehalten. Die Unfallrate lag beim Doppelten des nationalen Durchschnitts.

## Der Streik
Seit einer Streikwelle 1903, in deren Verlauf die vorher beschäftigten Iren und Waliser entlassen und durch Streikbrecher ersetzt worden waren, arbeiteten im Süden Colorados vorwiegend Immigranten aus Süd- und Südost-Europa, insbesondere Italiener und Griechen, sowie Mexikaner und Afroamerikaner.
Im September 1913 organisierte die Gewerkschaft United Mine Workers of America einen Streik in den Kohlenstädten Colorados. Streikende Arbeiter wurden aus den Werkssiedlungen ausgewiesen und zogen in Zeltstädte, die an den Talausgängen angelegt wurden. Die Lage sollte verhindern, dass Streikbrecher in die Bergwerke gebracht werden konnten. Die Ludlow Tent Colony am Güterbahnhof von Ludlow war die größte dieser Zeltstädte mit im Laufe der Zeit schwankender Bevölkerung. Der Höchststand wird auf 1300 Bewohner geschätzt, davon 500 Arbeiter, 300–400 Frauen und der Rest Kinder. Die Bergwerksunternehmen holten Streikbrecher und ein auf das Brechen von Bergarbeiter-Streiks spezialisiertes privates Sicherheitsunternehmen aus West Virginia und griffen zu Einschüchterungsversuchen. Sie ließen die Zeltstädte nachts mit Suchscheinwerfern anstrahlen und fuhren mit einem improvisierten Panzerwagen an den Zelten vorbei und beschossen sie aus einem Maschinengewehr.

## Die Nationalgarde

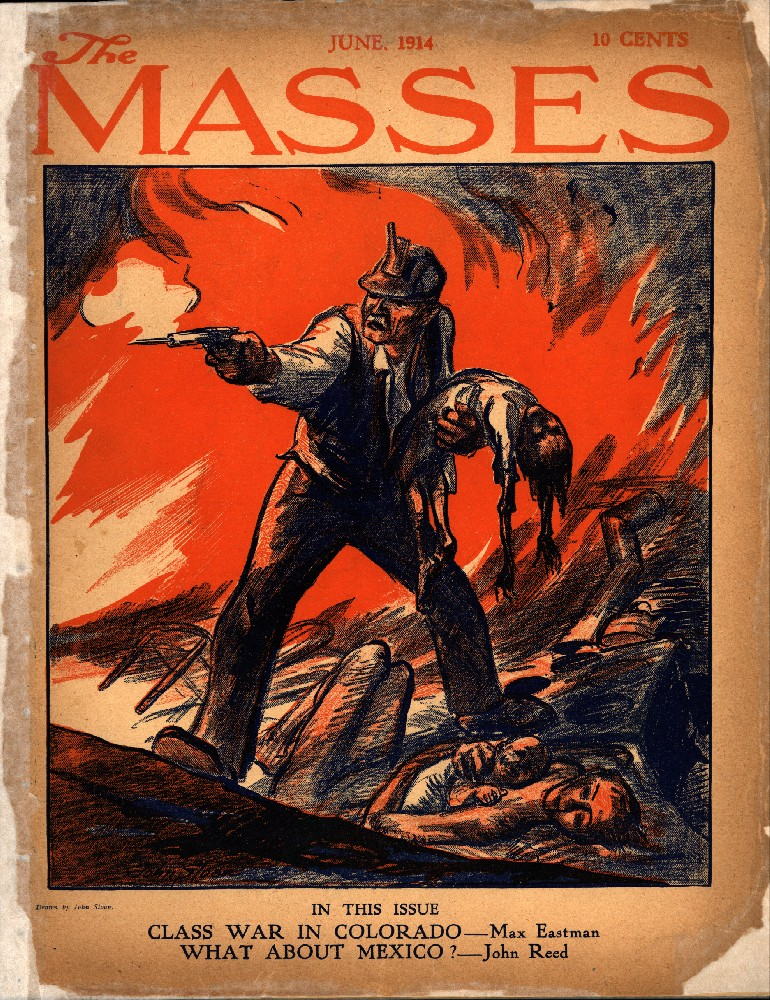
John French Sloan: Umschlag des Magazins The Masses zum Ludlow-Massaker, Juni 1914

Als sich die Streikenden bewaffneten, berief Gouverneur Elias M. Ammons die Nationalgarde ein. Diese war zunächst neutral, stellte sich aber bald auf die Seiten der Unternehmensinteressen. Der Kommandeur der Nationalgarde war bereits 1904 an der Niederschlagung eines Streiks beteiligt gewesen und berief zunehmend Mitarbeiter des Bergwerk-Sicherheitsdienstes zur Garde ein. Er ließ Streikende in Rindergatter einsperren, suspendierte ihre Habeas-Corpus-Rechte und kommandierte den Einsatz der Kavallerie gegen eine Demonstration von Frauen und Kindern der unrechtmäßig Inhaftierten. Es kam zu sporadischen Morden an Streikenden. Anfang April 1914 drohte wegen der hohen Kosten für die bereits seit sechs Monaten einberufene Miliz der Staatsbankrott Colorados, weshalb alle Einheiten bis auf zwei Kompanien entlassen wurden. Der Konflikt musste schnell beendet werden, um Kosten zu vermeiden.
Am 20. April war das Orthodoxe Osterfest der griechischen Streikenden. Am Vormittag begann aus ungeklärten Ursachen ein Feuergefecht zwischen der Nationalgarde und den Streikenden. Als ein Zug in den Bahnhof einfuhr und so kurzzeitig zwischen der Zeltstadt und den Soldaten stand, konnten fast alle Bewohner der Zelte fliehen.
Die Nationalgarde steckte anschließend die Zelte in Brand und begann, das Lager zu plündern. Dabei starben zwei Frauen und elf Kinder, die sich in einer Grube unter dem Boden eines der Zelte versteckt hatten. Ein weiterer Junge wurde gezielt erschossen. Drei Anführer der Streikenden, die sich zu Verhandlungen mit Offizieren der Garde im Bahnhof getroffen hatten, wurden nach Beginn des Gefechtes ermordet. Insgesamt kamen an diesem Tag 25 Menschen ums Leben, darunter drei Nationalgardisten und ein völlig Unbeteiligter.

## Die Folgen
Aufgrund der Nachrichten vom Massaker in Ludlow eskalierten die Konflikte in den anderen Zeltstädten für zehn Tage zum offenen Aufstand. Die Streikenden griffen Bergwerke an, brannten sie nieder, nahmen leitende Angestellte als Geiseln und erschossen Angehörige des Sicherheitsdienstes der Unternehmen. Teile der zu Hilfe gerufenen Nationalgarde sympathisierten mit den Arbeitern, meuterten und weigerten sich, gegen die Streikenden vorzugehen. Die Gewalt endete erst, als Gouverneur Ammons auf Drängen von Demonstranten die Bundesregierung um Unterstützung durch die als neutral angesehene Armee bat. 1600 Soldaten trafen am 1. Mai ein und entwaffneten alle Zivilisten inklusive Hilfspolizisten und beschlagnahmten sämtliche Bestände von Waffenhändlern. Außerdem verhinderten sie den Einsatz von Streikbrechern aus anderen Bundesstaaten. Die Streiks gingen friedlich noch bis Dezember 1914 weiter und endeten in einer weitgehenden Niederlage der Gewerkschaft. Während der Dauer der Streiks wurden 66 Menschen getötet.
Die Ereignisse lenkten die Aufmerksamkeit der Medien an der Ostküste auf die Zustände in den Bergwerksstädten. Insbesondere John D. Rockefeller, Jr. wurde von den Zeitungen für die Ausbeutung der Arbeiter verantwortlich gemacht. Er engagierte daraufhin den PR-Fachmann Ivy Lee und investierte große Summen, um sein Image zu verbessern. Dies gilt als Geburtsstunde der Corporate Public Relations. In der Folge brachte er große Teile des Familienvermögens in die schon 1913 gegründete Rockefeller-Stiftung ein und stellte es damit für wohltätige Zwecke zur Verfügung. War er 1914 einer der meistgehassten Menschen im Land, galt er um 1920 als der größte Philanthrop. Auf allen Ebenen der Politik fanden Untersuchungen statt, ein Leutnant der Nationalgarde wurde als einziger Beteiligter angeklagt und wegen eines als unzulässig eingestuften Schlags mit dem Kolben seines Gewehres auf den Kopf eines anschließend ermordeten Streikführers verurteilt. Über das Ludlow-Massaker schrieben unter anderem Jane Addams, Max Eastman, Mother Jones, John Reed, Walter Lippmann und Upton Sinclair. Mittel- und langfristig wurden die Arbeitsgesetze gestärkt und die Lebens- und Arbeitsbedingungen der Arbeiter verbessert.
Die Gewerkschaft United Mine Workers of America kaufte später 16 ha Land in Ludlow und errichtete 1918 das Ludlow Monument für die Opfer des Massakers. Es wurde im Jahr 2003 von Unbekannten geschändet und bis 2005 restauriert. Von 1997 bis 2002 wurde Ludlow archäologisch untersucht. Dabei wurden Erkenntnisse über die Lebensumstände der Streikenden gewonnen, so etwa über ihre Bewaffnung mit kleinkalibrigen Schrotflinten, die keine Gefahr für die Nationalgarde darstellte. Die Ludlow Town Colony Site wurde am 16. Januar 2009 als National Historic Landmark ausgewiesen. Das Massaker wurde von Woody Guthrie 1944 in seinem Song Ludlow Massacre verarbeitet.